# Allgemeindelikt
Der Begriff des Allgemeindeliktes wird in der Strafrechtslehre als Abgrenzung zu den Sonderdelikten verwendet. Er ist nicht gesetzlich festgeschrieben, sondern dient dazu, das Schrifttum übersichtlicher zu gestalten.
Ein Allgemeindelikt kann von Jedermann begangen werden. An den Personenkreis der möglichen Täter werden keine besonderen Anforderungen gestellt.
Ein typisches Allgemeindelikt ist der Diebstahl des § 242 StGB „Wer eine fremde bewegliche Sache einem anderen […] wegnimmt […]“. Ein Diebstahl kann also von jeder Person begangen werden, da sich die Strafrechtsnorm allgemein auf Jedermann bezieht.
Sonderdelikte erfordern hingegen vom Täter eine besondere Qualifikation oder Rechtsstellung. So kann die Körperverletzung im Amt des § 340 StGB „Ein Amtsträger, der während der Ausübung seines Dienstes oder in Beziehung auf seinen Dienst eine Körperverletzung begeht […]“ nur von einem im Dienst befindlichen Amtsträger begangen werden (Amtsdelikt). Eine Person, die nicht Amtsträger ist, kann diesen Straftatbestand nicht verwirklichen. Für alle Nicht-Amtsträger ist die allgemeine Vorschrift des § 223 StGB „Wer eine andere Person körperlich misshandelt oder an der Gesundheit schädigt […]“ einschlägig.
Eine Sonderform ist der Straftatbestand des Totschlages (§ 212 StGB: „Wer einen Menschen tötet, ohne Mörder zu sein, […]“), welcher grundsätzlich von jedermann begangen werden kann, es sei denn, die Tat wäre als Mord zu ahnden. Hier ist also zunächst zu prüfen, ob die Tat nicht die Tatbestandsmerkmale des Mordes erfüllt.
Die Formulierung des § 211 StGB „Mörder ist, wer […]“ geht indes auf die von Nationalsozialisten entwickelte Lehre vom Tätertypus zurück, die ganz bewusst sprachlich zum Ausdruck bringen wollten, dass es einen bestimmten, vorherbestimmten Personenkreis gebe, der vom Typus her Mörder sei.
Die Normadressaten eines Allgemeindeliktes sind also alle Bürger und die Normadressaten eines Sonderdeliktes sind nur ein Teil dieser Bürger.
Während die Bezeichnung „Sonderdelikt“ in der deutschen Rechtsliteratur verbreitet ist, findet der Begriff „Allgemeindelikt“ in erster Linie, aber nicht ausschließlich, in Österreich und der Schweiz Anwendung.